# The Spire
The Spire (с англ. — «Шпиль») — ограниченная серия комиксов, которую в 2015—2016 годах издавала компания Boom! Studios.

## Синопсис
Действие происходит в огромном городе, находящемся посреди смертельной пустоши. Напряжение между правителями и низшим классом людей, которые были гибридизированы с нечеловеческой ДНК, нарастает. Главной героиней является Шо — капитан городской полиции. Она расследует серию убийств аристократов.

### Выпуски
| № | Дата выхода      | Оценка на Comic Book Roundup    | Предполагаемый объём продаж (первый месяц) |
| - | ---------------- | ------------------------------- | ------------------------------------------ |
| 1 | 1 июля 2015      | 8,1 из 10 на основе 13 рецензий | 9 524, позиция в Северной Америке — 215    |
| 2 | 5 августа 2015   | 7,8 из 10 на основе 6 рецензий  | 6 081, позиция в Северной Америке — 251    |
| 3 | 23 сентября 2015 | 6 из 10 на основе 4 рецензий    | —                                          |
| 4 | 28 октября 2015  | 9 из 10 на основе 2 рецензий    | 4 595, позиция в Северной Америке — 288    |
| 5 | 16 декабря 2015  | 10 из 10 на основе 1 рецензии   | —                                          |
| 6 | 27 января 2016   | 8,7 из 10 на основе 3 рецензий  | —                                          |
| 7 | 23 марта 2016    | 6 из 10 на основе 1 рецензии    | —                                          |
| 8 | 15 июня 2016     | 8,9 из 10 на основе 3 рецензий  | —                                          |

### Сборники
| Название  | Тип            | Дата выхода     | Собранный материал | Кол-во страниц | ISBN                      | Предполагаемый объём продаж (первый месяц) |
| --------- | -------------- | --------------- | ------------------ | -------------- | ------------------------- | ------------------------------------------ |
| The Spire | Мягкая обложка | 20 декабря 2016 | The Spire #1-8     | 208            | 9781608869138, 160886913X | 837, позиция в Северной Америке — 146      |

## Отзывы
На сайте Comic Book Roundup серия имеет оценку 8,1 из 10 на основе 33 рецензий. Мэтт Литтл из Comic Book Resources, обозревая первый выпуск, писал, что он является «многообещающим началом». Чейз Магнетт из ComicBook.com дал дебюту оценку «B-» и похвалил художников. Оскар Малтби из Newsarama поставил первому выпуску 7 баллов из 10 и назвал его «впечатляющим». Джим Дандено из Den of Geek включил серию в топ лучших комиксов 2016 года.

### Награды и номинации
| Год  | Награда        | Категория                 | Результат | Пр.           |
| ---- | -------------- | ------------------------- | --------- | ------------- |
| 2016 | Премия Айснера | Лучшая ограниченная серия | Номинация | [ 18 ] [ 19 ] |